# Statte (Huy)
Pour les articles homonymes, voir Statte (homonymie).
Statte est un quartier de la ville belge de Huy, située en Région wallonne dans la province de Liège.

## Géographie

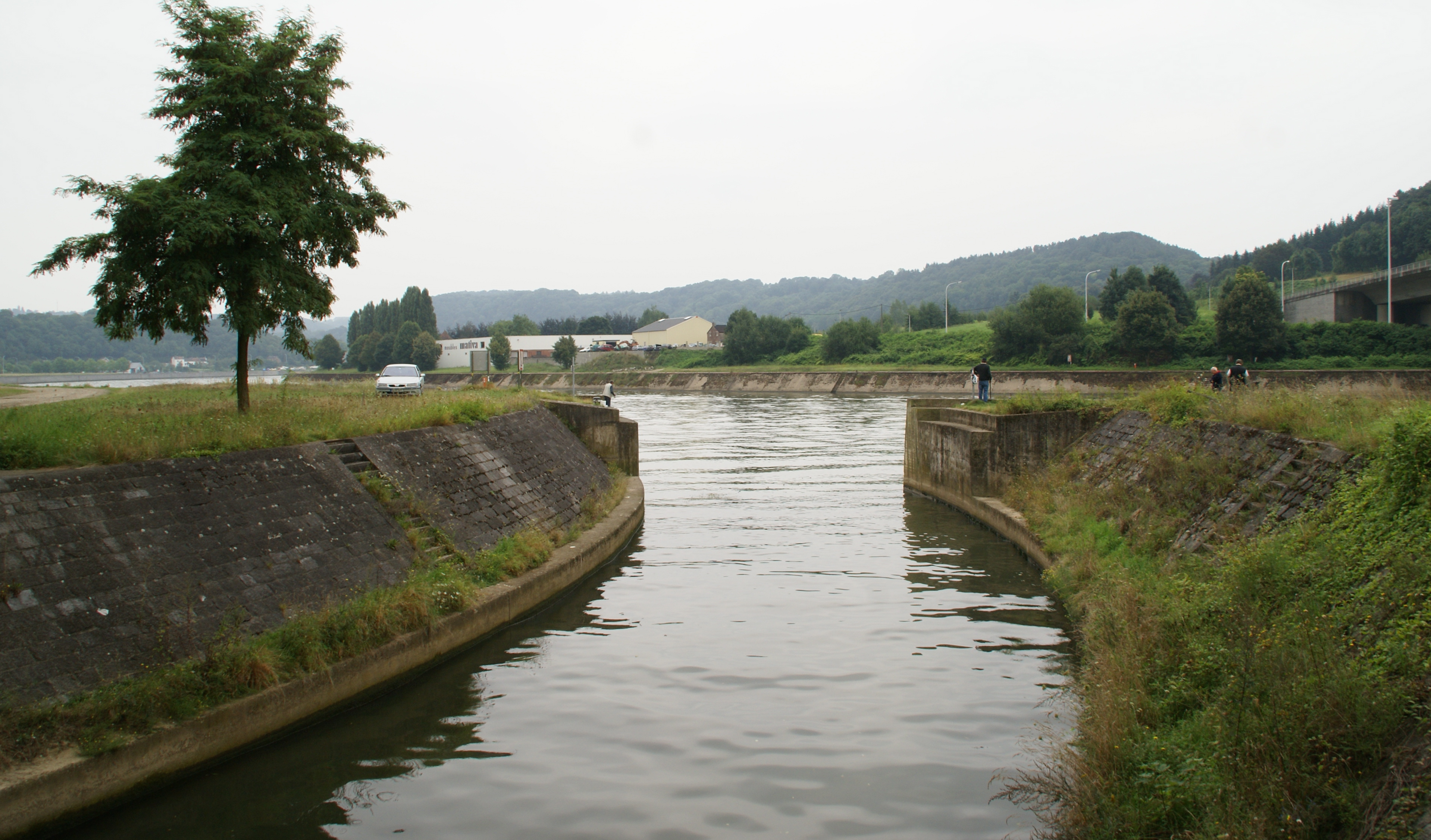
Confluent de la Mehaigne et de la Meuse.

Borné au nord et nord-est par Antheit, à l'ouest par Wanze, au sud par Huy-petite, Statte constitue depuis 1328 le faubourg nord de la ville de Huy avec laquelle il a fini par former un continuum bâti.
Il se situe dans le sillon sambro-mosan. Le Mont de Statte, dit jadis montagne d'Arbon, Thier d’Erbonne (au XVIIIe s.) puis Mont Falhise (au XIXe s.) ou Falise (au XXe s.), constitue un affleurement calcaire.
La Mehaigne traverse Statte à l’ouest et s’y jette dans la Meuse formant, de ce confluent à Huy, une mouille de 5 à 6 m. de profondeur.

## Étymologie
il y a plusieurs hypothèses pour l’origine du nom de Statte : en Haut Allemand, stat ou stad désigne un rivage, steade en ancien flamand désigne un port et il est possible que l’arrêt des bateaux ait contribué à l’origine du nom.
En 1325, on trouve l’appellation Le State ; State est toujours le nom wallon de la localité, ses habitants se nommant statis dans cette langue .

## Histoire
Il semble bien que Statte ait été occupé par les hommes à l’Âge du bronze : en 1829, on y a trouvé dans la Meuse un poignard à antennes de la seconde période de la Culture de Hallstatt ; la lame du poignard, très mince, devait mesurer environ 35 cm. Les dragages de la Meuse ont rapporté d'autres objets en 1939 : une épée à languette de l'âge du bronze II-III de Déchelette et une hache à douille pourvue d'un anneau, patine vert foncé, de la période IV de l'âge du bronze.
Henri Del Vaux indique que divers auteurs pensent qu’à l’époque romaine, l’emplacement actuel de la ville de Huy en rive droite de la Meuse était occupé par des soldats romains et non par des indigènes ; ceux-ci auraient plutôt occupé, sur la rive gauche, le plateau formant le sommet de la montagne d’Arbon où ils « jouissaient de l’agrément d’un terrain uni, étendu, découvert et très-fort par sa situation. » En somme, Statte aurait été à la naissance de Huy.
Sur les Thiers de Statte, au lieu-dit Saint-Étienne du Mont, une église aurait été consacrée en 267 à saint Étienne par saint Martin selon une pierre gravée datée 1618 de l’église.  La légende est belle mais le fait impossible puisque Martin n’était pas encore né en 267.  D’autres disent que l’église fut édifiée en 800 et consacrée par le pape Léon III ; c’est plus probable puisque ce pape couronna Charlemagne en 800, mais… à Rome.
Peu après le début de son règne, en 1296 ou 97, le prince-évêque Hugues de Chalon fait forger à Statte une monnaie de billon si falsifiée qu'elle amène de graves dissensions dans le pays. Les mesures prises pour établir une équivalence n'étant pas respectées, l'agitation va continuer au siècle suivant, le Chapitre de Saint-Lambert décrétant une peine infamante contre l'évêque et allant jusqu'à menacer de suspendre les offices divins. Accusé « auprès du pape de tous les maux qui accablaient le pays », Hugues est appelé à Rome pour y résigner son évêché. 
Vers 1300, un pont de pierre remplace celui de bois qui donne accès à la ville de Huy en venant du nord et donc de Statte. Cette ville-ci (l'échevinage de Statte faisant alors partie du bailliage de Wanze) constitue une sorte de défense avancée pour Huy : elle possède une fortification entre le rocher et la Mehaigne pour bloquer l’accès par Saint-Hilaire, et les chemins venant de Hesbaye passent par le Thier d’Erbonne (près de St-Étienne-au-Mont)  pour aboutir à la porte des Aveugles.
Le 27 mai 1328, à 6 heures du matin, commence une bataille dans un raidillon encaissé à forte pente de 19 % du Thier d’Erbonne : les milices de Liège, Saint-Trond et Tongres y affrontent Adolphe de La Marck aidé des Hutois. À la suite de sa victoire, le prince-évêque décide l’incorporation de la franchise de la ville de Statte à celle de la ville de Huy, ce qui se fait le 20 aout suivant. On parlera dès lors de Statte comme d'un faubourg de Huy.
La paroisse de Saint-Étienne-au Mont continue cependant de relever du concile d’Andenne et de l’archidiaconé de Hainaut.

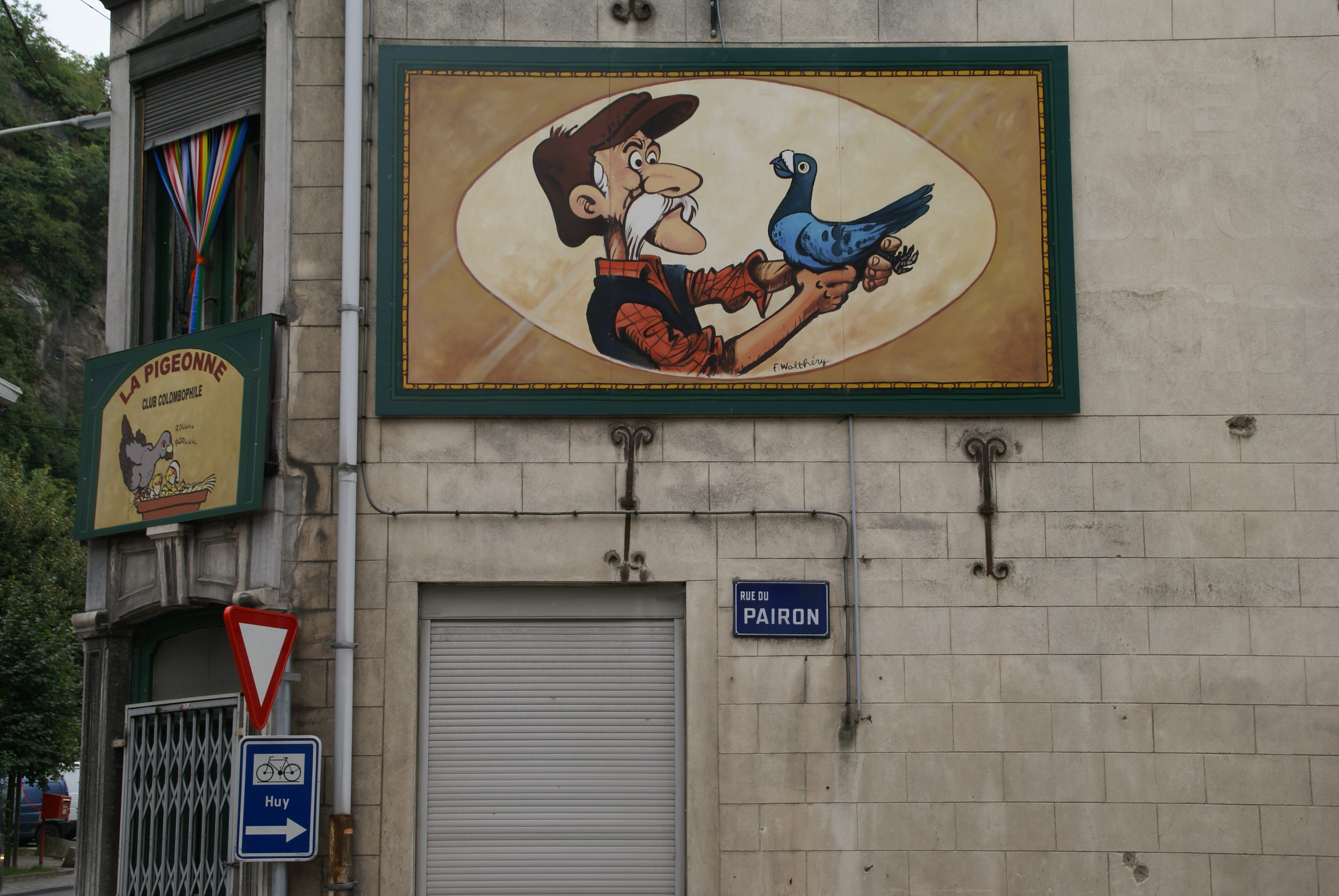
Dessins du Vi Bleux de François Walthéry au club colombophile La Pigeonne dans la rue du Pairon.

À l'époque médiévale, Statte possède un perron, terme qu'on écrivait jadis pairon ; la « rue du Pairon » en perpétue le souvenir.
Le 9 octobre 1520, Charles-Quint entre à Huy, probablement par la chaussée de Statte, et est accueilli avec sa suite par l’évêque Érard de La Marck. Il quitte la ville le lendemain.
Les modifications apportées aux diocèses des Pays-Bas de l'époque, en 1559, par le pape Paul IV provoquent la création du concile rural (ou doyenné) de Statte composé de 20 des 34 paroisses de l'ancien concile d'Andenne. La dénomination officielle concile chrétien de Statte et les modalités de fonctionnement – dont la désignation de Statte comme lieu de réunion habituelle et ordinaire – ne sont pourtant déterminées que le 3 juillet 1574. Le doyenné ne prendra fin qu'avec les bouleversements induits par la Révolution française.

## Monuments remarquables

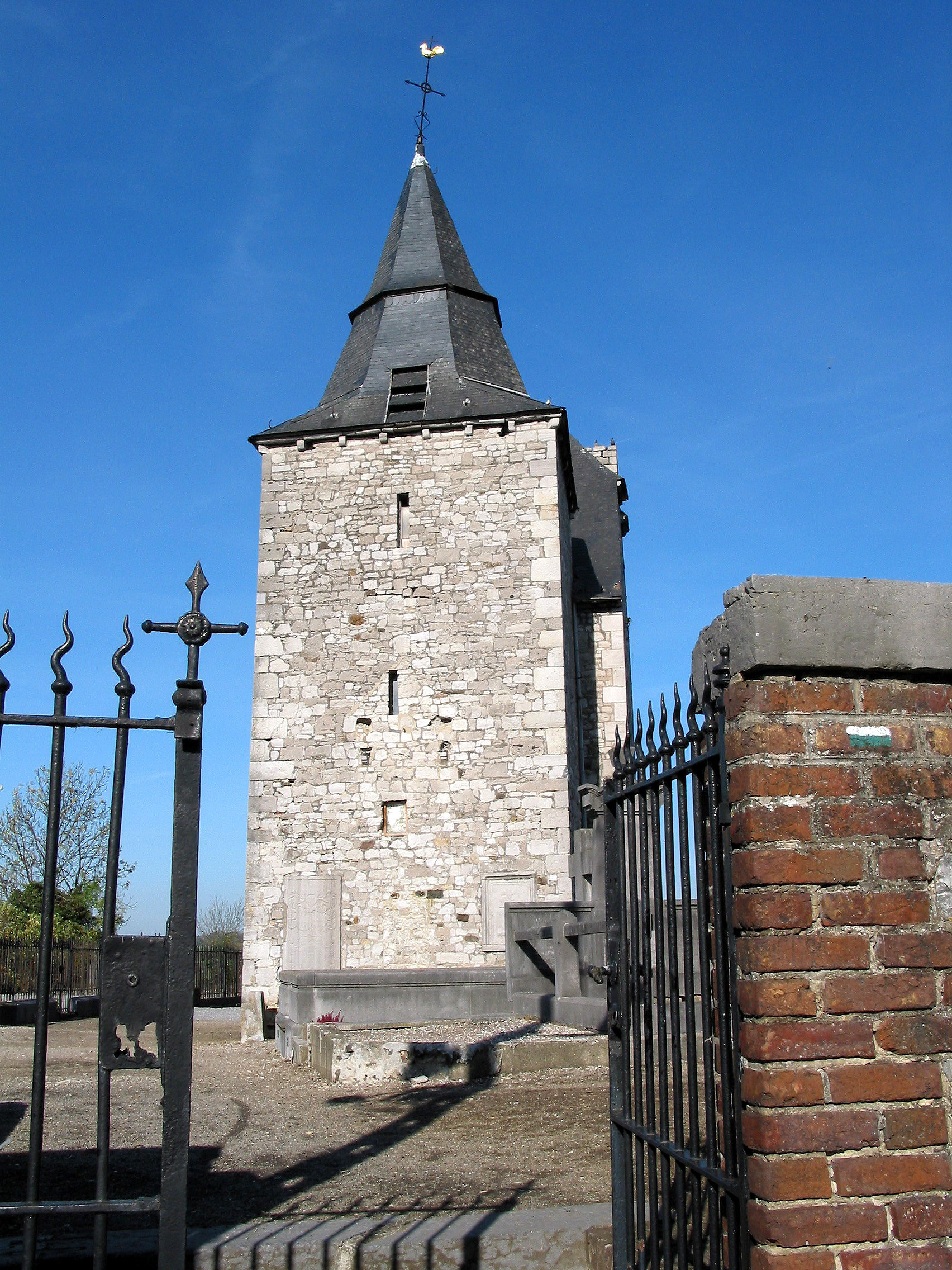
L'église St-Étienne-au-Mont en novembre 2018.

- Église St-Étienne, rue René Dubois. Incendiée en 1938, elle a été reconstruite en style néoroman entre 1946 et 1950 sur les plans de l'architecte L. Xhenseval

- Ancienne église Saint-Étienne-au-Mont, chemin de Messe. Mononef. Édifiée en 1618 sur une base beaucoup plus ancienne, restaurée en 1735, elle a été partiellement démolie en 1899.  Il en subsiste une tour carrée surmontée d'une courte flèche d'ardoise de section octogonale, et la première travée de quatre, entourées d'un cimetière avec un Christ en croix du (probable) XIVe siècle dit Calvaire du Thier de Statte[16]. Ce calvaire a été classé monument historique le 1er aout 1933. Avec le cimetière, l'église et le chemin de messe, il forme un site classé depuis le 5 septembre 1978. L'église et les murs longeant le chemin de Messe ont été classés monument historique à la même date.

## Personnalités liées

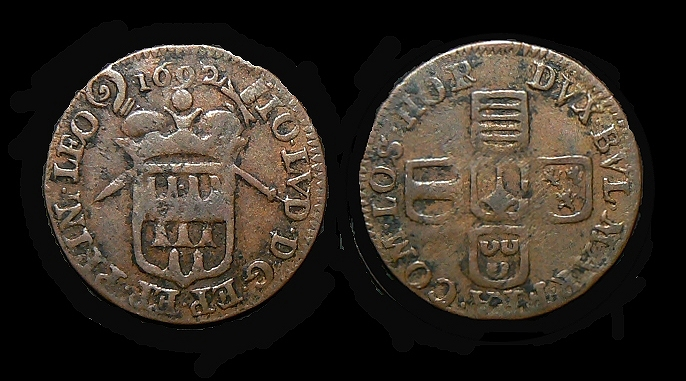
Monnaie de bronze de Jean-Louis d'Elderen.

- Nicolas François Mivion, né à Statte en 1656 ou 58, décédé d'une maladie de poitrine en 1697. Accueilli dans sa jeunesse par le Grand Doyen de Liège Jean-Louis baron d'Elderen, il délaisse l'étude du latin pour celle du dessin et de la gravure, puis se perfectionne à Paris. Rentré à Liège en 1686, il  devient orfèvre pour le Chapitre de Saint-Lambert deux ans plus tard, il est nommé Orfèvre et Graveur des coins des monnaies de Jean-Louis d'Elderen devenu prince-évêque de Liège.Il a fourni énormément de coupes, calices, chandeliers etc. aux églises de Liège et des environs[17].
- André-Nicolas Hubin, né à Statte 1741 et décédé en 1820. Cet horloger mécanicien, un temps mayeur des encloitres et immunités de la collégiale de Huy, a créé un carillon adaptif aux pendules, une horloge à trois roues, un moteur et un régulateur qui produisait tous les effets des horloges plus complexes marquant heures, minutes, secondes avec sonnerie, répétition et carillon, et d'autres modèles d'horloges dont on admira partout la simplicité de fonctionnement. Il créa aussi le projet d'unScotographe, un bureau chirographique qui fut présenté à Bonarparte quand il vint à Huy en 1808. Hubin livra alors gracieusement le plan et la description de l'objet au ministre de l'intérieur français Chaptal. Un ami de celui-ci, l'horloger J. Leroy, en fit le plagiat et fut confondu. En 1813, le bureau complété d'une horloge à une seule roue mais sonnant les heures, les demies, les quarts, les demi-quarts et à répétition exposé à l'Émulation remporte la médaille d'or du Gouvernement impérial mais à la suite de la chute de Napoléon, c'est un ministre hollandais qui envoie la médaille en 1817. Hubin, malgré la reconnaissance de ses pairs, n'a pu trouver de mécène qui lui permette de diffuser ses inventions.  Marié à deux reprises, il a enfanté 21 enfants[18].
- Oscar Lelarge, résistant belge : Cet employé à la Compagnie du Nord-Belge fut recruté par Joseph Defeld, chef de gare à Huy, qui appartenait au réseau Cameron dépendant du Grand Quartier-Général britannique.  Oscar Lelarge, qui était receveur-chef à Statte sur une ligne ferroviaire stratégique vers le front de la Somme, nota scrupuleusement les passages et la composition des convois militaires.  Il fut trahi par un villageois, arrêté en mai 1915, condamné à mort pour espionnage et fusillé à la Chartreuse de Liège le 7 juin 1915. Sa pierre tombale est au cimetière de Robermont à Liège.  La statue qui perpétue son souvenir et lui attribue la palme de martyr depuis 1921 fut d’abord placée sur le côté de la gare de Statte, puis transférée rue René Dubois à une centaine de mètres de la rue qui mène à la gare et qui porte désormais son nom.
- Valentin Vermeesch habitant rue Oscar Lelarge, âgé de 18 ans, présentant un léger retard mental, fut victime à 18 ans d'un groupe de 5 jeunes qu'il considérait comme ses amis : dans la nuit du 26 au 27 mars 2017, il fut séquestré, violé, roué de coups, torturé pendant 6 heures puis noyé par eux dans la Meuse[19].

## Faune et flore
Statte possède une cavité souterraine reconnue d'intérêt scientifique pour la protection effective d'hibernation des chauves-souris : la Galerie minière de Statte sur la rive nord de la Meuse.
Les combles de l'église Saint-Étienne et ceux de l'église Saint-Étienne-le-Mont ont été aménagés dans le cadre de l'opération Combles et Clochers lancée en 1995 pour l'accueil des chauves-souris, chouettes effraies, choucas des tours et martinets noirs.
Le lézard des murailles et l'orvet fragile se localisent sur les coteaux de Statte.
Plus de 30 espères de plantes intéressantes occupent l'affleurement schisteux le long de la ligne ferroviaire. En bordure de Meuse, à hauteur de l'Institut supérieur industriel, on observe le pigamon et la cuscute d'Europe.

## Transports

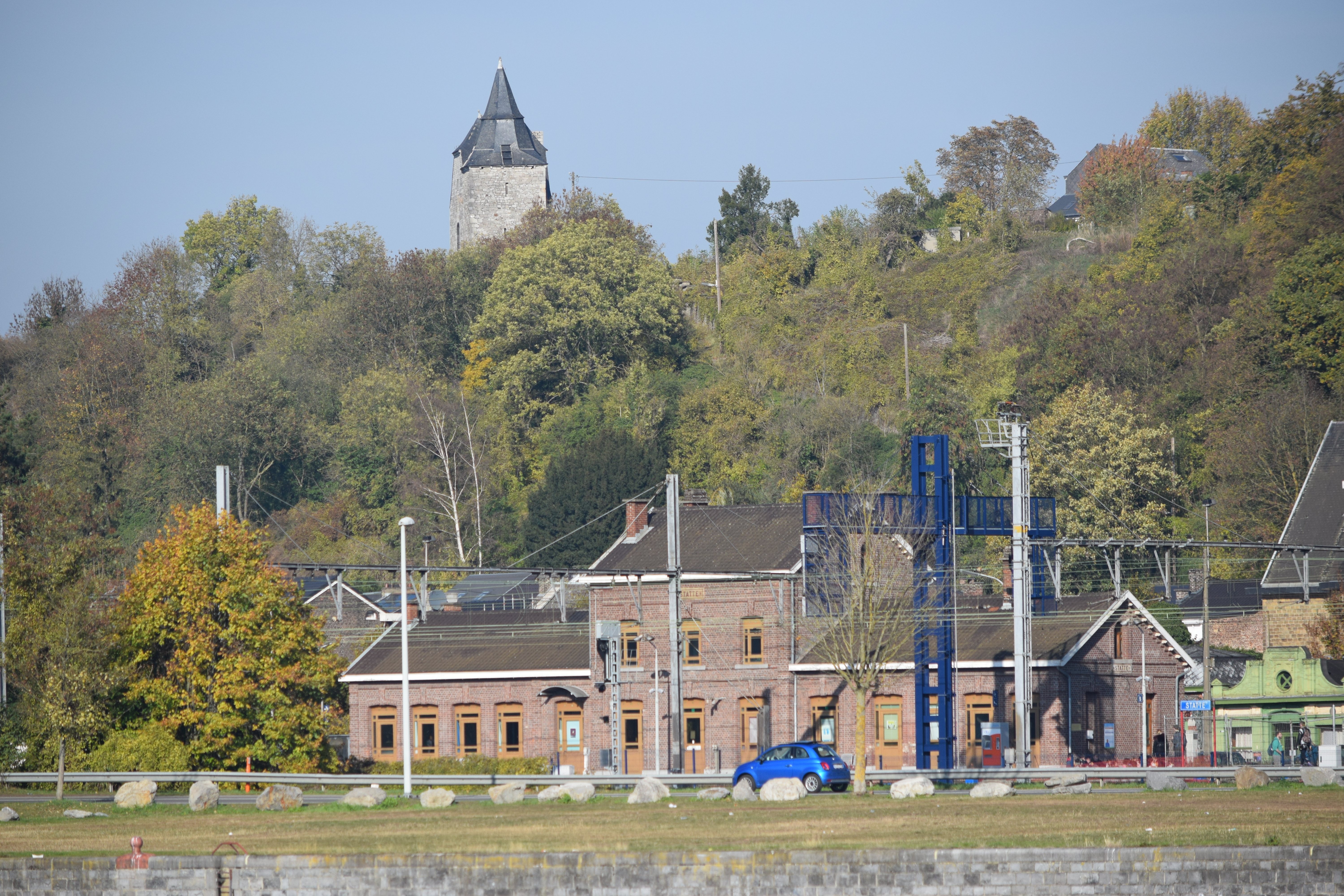
La gare et, en arrière-plan, le sommet de l'église St-Étienne-au-Mont en novembre 2018.

Statte dispose d'une gare sur la ligne 125 entre Namur et Liège. Elle fut mise en service en 1868.
La gare de Statte constitue le point de départ de la balade de 20 km « Ligne 550– Vicinal de Solières » pour VTT.
Statte est traversée du sud au nord par la Route nationale 64 qui, via Hannut, la relie à Tirlemont. C'est donc un axe d'entrée essentiel pour Huy. Mais le trafic très dense dans cette voirie étroite à Statte a provoqué la détérioration des immeubles et la disparition de nombreux commerces. Un projet de rénovation urbaine est en cours.
Statte est desservie par les transports publics TEC (lignes 127 et 144). En juillet 2019, un véhicule d'urgence ayant bloqué la circulation sur la RN64 entre les rues Mélart et Yerpen, les automobilistes ont emprunté des rues pour contourner le blocage ; le Bus Tec a suivi et s'est retrouvé coincé entre les murs de la rue Yerpen, une des plus étroites rues de la région.
Statte dispose aussi d'un port de plaisance sur la  Meuse - Darse, 2 km en amont de Huy - Rive gauche, cumulée 75.500, avec rampe de mise à l'eau, brasserie-restaurant, connexion internet et wifi, services divers.

## Industrie

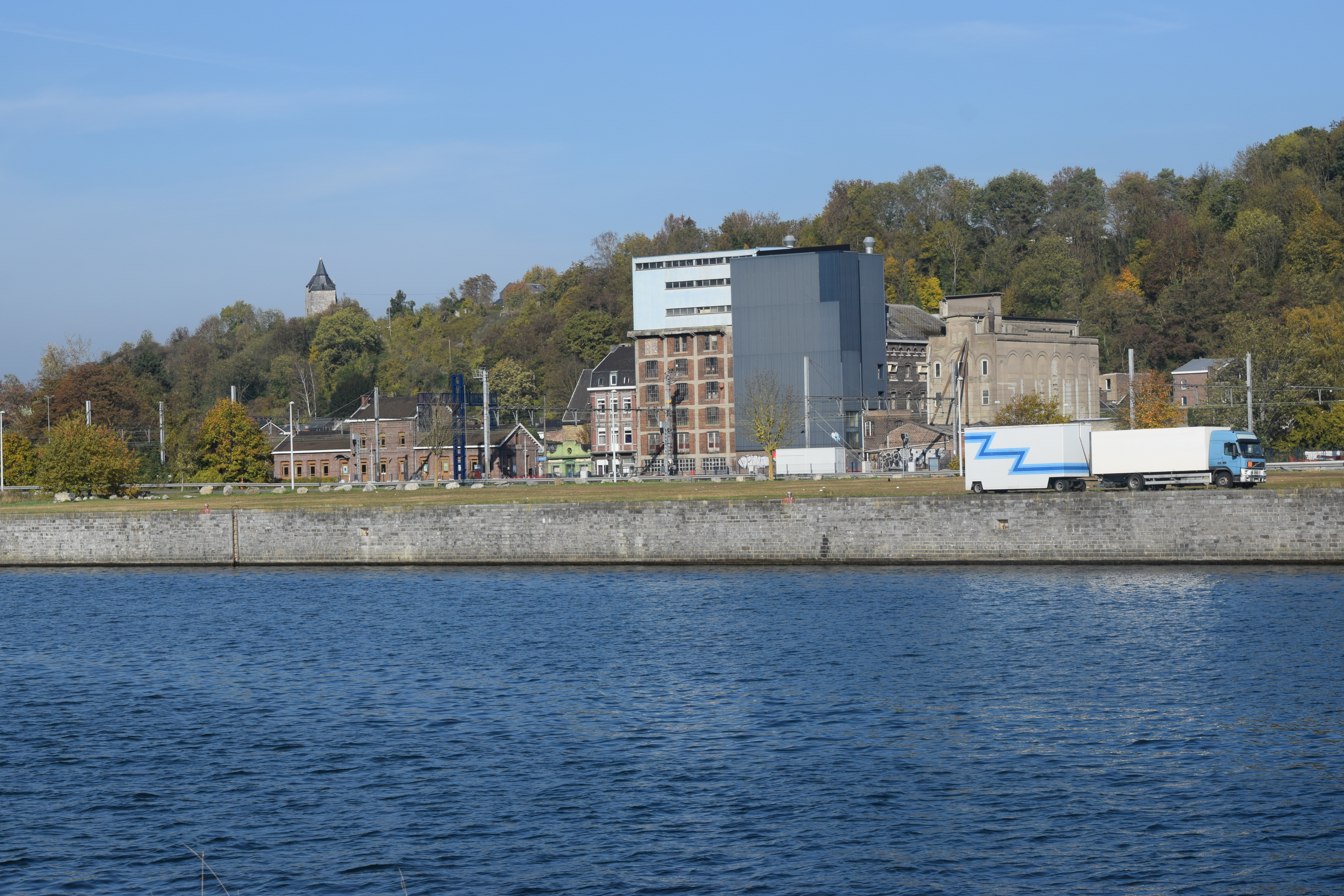
Le Moulin industriel de Statte.

Le plus ancien moulin industriel de Wallonie, créé en 1857, se trouve en bord de Meuse à Statte et travaille pour la SA Moulins de Statte. Il produit des farines panifiables et fournit aussi aux boulangers la farine pour le Pain Bayard, issue de blés wallons, tracés et cultivés sans insecticide.

## Gastronomie

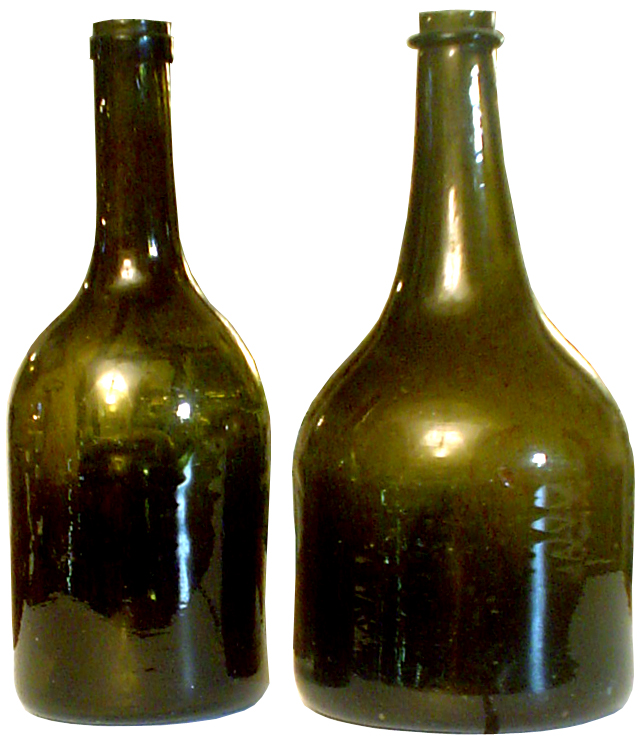
Deux bouteilles à vin de Meuse, dites en wallon de Huy « lîdjwèse ou grossè ponse », XVIII^{e} s., au Musée de la Gourmandise, Hermalle-sous-Huy, Belgique.

Au Moyen Âge, vers le IXe siècle, on a cultivé la vigne à Statte sur les versants sud-est du Mont de Statte comme on le fit dans l’ensemble de la vallée mosane à l’instigation surtout des églises et abbayes qui utilisaient le vin pour le culte. Les besoins propres furent déjà couverts vers la fin du XIIIe siècle. La production baissa ensuite partout à cause d’un refroidissement climatique et à partir du XVIe s. à cause de la qualité supérieure des vins importés sur les vins locaux.
Les viticulteurs hutois utilisent un tonneau de grande contenance (180 litres) appelé « aime de Huy », la demi-aime valant 90 litres.
Philippe Vandermaelen note en 1831 qu’on cultive la vigne à Statte sur échalas de coudrier ou nerprun mais qu’elle donne un vin de médiocre qualité.
Dans les années 1960, le Hutois Charles Legot défriche et relance l’ancien vignoble de la  léproserie de Statte et fournit le célèbre restaurant bruxellois Comme chez soi avec son « Clos du Bois Marie ». Son vignoble comporte 1 600 pieds à raison de 60 % de Muller-Thurgaut, 20 % de Pinot Gris et 20 % de Chardonnay. Président de la Société royale horticole et vinicole de Statte, il décède en mars 2007.
Sa veuve choisit de transmettre le vignoble à trois Wallons : Alain Dirick (producteur de vins de fruits à Verlaine), Frédéric Lepage et Marcel Mestrez (viticulteurs wanzois). Le travail de ceux-ci permet au Clos du Bois Marie d’obtenir l'Appellation d’origine contrôlée Vin des Côtes de Sambre et Meuse. En 2010, ils produisent pour la première fois le « Marc de Huy Clos du Bois Marie », titrant 46 % vol. alcool, résultant de la fermentation des drèches et distillé à Grâce-Hollogne.

## Évènement annuel

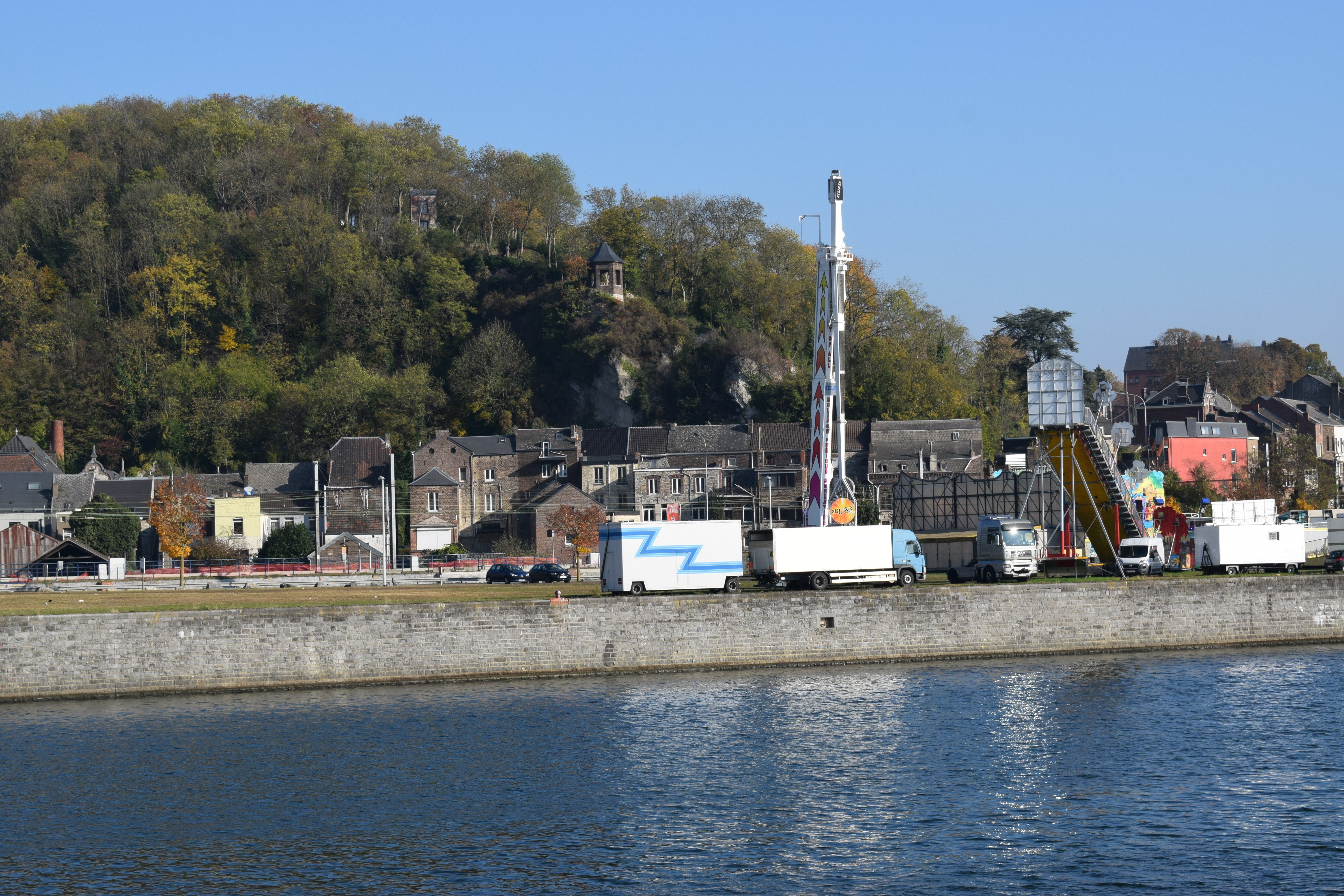
Partie de la foire de Statte en novembre 2018.

Depuis 2012 se tient à Statte une foire à 1 € le long de la Meuse, un évènement festif de fin de saison à destination des familles, rassemblant une soixantaine d’attractions foraines généralement accessibles au prix de 1 €.